# Cung (hình học)

Hình quạt tròn (màu xanh lá cây) được giới hạn bởi cung tròn có chiều dài L và hai bán kính.

Cung trong hình học (ký hiệu: ⌒) là đoạn đóng của một đường cong khả vi trong một đa tạp. Cung tròn là một phần của đường tròn hay là một phần của chu vi (biên) của hình tròn.
Nếu không có ghi chú gì khác thì cung trong bài viết này được hiểu là cung tròn, tức quỹ tích các điểm thuộc đường tròn nằm giữa hai điểm.

## Độ dài cung tròn

### Độ dài cung tròn
Độ dài cung tròn của đường tròn bán kính {\displaystyle r}, chắn góc ở tâm {\displaystyle \theta \,\!} (đo bằng radian) được tính bằng công thức {\displaystyle \theta r\,\!}. Điều này là vì
{\displaystyle {\frac {L}{\mathrm {chuvi} }}={\frac {\theta }{2\pi }}.\,\!}
tương đương
{\displaystyle {\frac {L}{2\pi r}}={\frac {\theta }{2\pi }},\,\!}
tương đương
{\displaystyle L=\theta r.\,\!}
Nếu số đo góc ở tâm là {\displaystyle \alpha } độ thì sẽ có số đo bằng radian là:
{\displaystyle \theta ={\frac {\alpha }{180}}\pi ,\,\!}
Thế vào phương trình trên, thu được công thức tương đương
{\displaystyle L={\frac {\alpha \pi r}{180}}.\,\!}
Một cách thực hành tính độ dài cung tròn là vẽ hai đoạn thẳng từ hai đầu mút giới hạn cung tròn đến tâm đường tròn, đo góc tạo bởi hai đoạn thẳng đó rồi từ đó nhân chéo để tính ra độ dài L:
{\displaystyle {\frac {\alpha }{360}}={\frac {L}{chuvi}}}
Ví dụ: Cho số đo góc {\displaystyle \alpha =60^{\circ }}, chu vi là {\displaystyle 24cm}.
{\displaystyle {\frac {60}{360}}={\frac {L}{24}}}

{\displaystyle 360L=1440}

{\displaystyle L=4} {\displaystyle (cm).}

### Độ dài cung parabol
Cho điểm X nằm trên đường parabol (có tiêu cự {\displaystyle f,}) và gọi {\displaystyle p} là khoảng cách vuông góc từ X đến trục đối xứng của parabol. Giả thiết {\displaystyle f} và {\displaystyle p} cùng đơn vị đo và gọi {\displaystyle s} là độ dài cung parabol tính từ X đến đỉnh của parabol thì {\displaystyle s} được tính như sau:
{\displaystyle h={\frac {p}{2}}}
{\displaystyle q={\sqrt {f^{2}+h^{2}}}}
{\displaystyle s={\frac {hq}{f}}+f\ln \left({\frac {h+q}{f}}\right)}
Từ đây suy ra độ dài cung parabol giới hạn bởi điểm X và điểm đối xứng của nó qua trục đối xứng của parabol là bằng {\displaystyle 2s}.
Khoảng cách vuông góc {\displaystyle p} có thể mang giá trị đại số âm hoặc dương, ngụ ý điểm X nằm về bên nào của trục đối xứng. Khi đó nếu {\displaystyle h} và {\displaystyle s} cũng mang dấu thì độ dài cung giới hạn bởi hai điểm bất kỳ trên đường parabol luôn bằng với chênh lệch giữa hai giá trị {\displaystyle s} của chúng. Đơn giản hóa công thức bằng các dùng các tính chất của hàm lô-ga-rít, thu được:
{\displaystyle s_{1}-s_{2}={\frac {h_{1}q_{1}-h_{2}q_{2}}{f}}+f\ln \left({\frac {h_{1}+q_{1}}{h_{2}+q_{2}}}\right)}
Công thức này có thể hữu ích khi muốn tính kích thước vật liệu cần thiết để làm ra gương phản xạ parabol hoặc chảo gương parabol.
Cách tính này có thể dùng trong mọi trường hợp parabol chứ không chỉ giới hạn trong trường hợp trục đối xứng của đường parabol nằm song song với trục y.

## Diện tích hình quạt tròn
Diện tích phần giới hạn bởi cung tròn và tâm đường tròn (tức hình quạt tròn) là:
{\displaystyle S={\frac {1}{2}}r^{2}\theta .}
Chia hai vế cho {\displaystyle {\pi r^{2}}}
Tỷ lệ giữa diện tích {\displaystyle S} và diện tích phần giới hạn trong đường tròn bằng với tỷ lệ giữa số đo góc {\displaystyle \theta } và số đo góc cả đường tròn
{\displaystyle {\frac {S}{\pi r^{2}}}={\frac {\theta }{2\pi }}.}
Giản lược {\displaystyle \pi } ở cả hai vế
{\displaystyle {\frac {S}{r^{2}}}={\frac {\theta }{2}}.}
Nhân hai vế với {\displaystyle r^{2}}, thu được
{\displaystyle S={\frac {1}{2}}r^{2}\theta .}
Tương tự phần trên, công thức tương đương nếu số đo góc đo bằng độ: 
{\displaystyle S={\frac {\alpha }{360}}\pi r^{2}.}
Gọi l là độ dài cung tròn {\displaystyle \alpha ^{\circ }} khi đó công thức trên trở thành {\displaystyle S={\frac {lr}{2}}}

## Diện tích hình viên phân
Hình được giới hạn bởi cung tròn và dây căng cung được gọi là hình viên phân. Diện tích của hình này:
{\displaystyle {\frac {1}{2}}r^{2}(\theta -\sin {\theta })}
Để tính diện tích hình viên phân, cần lấy diện tích hình quạt tròn giới hạn bởi dây cung và hai bán kính trừ đi diện tích hình tam giác tạo bởi tâm đường tròn và hai điểm mút của dây cung.

## Bán kính cung tròn
Có thể tính được bán kính {\displaystyle r} của đường tròn nếu biết chiều cao {\displaystyle H} và chiều rộng {\displaystyle W} của cung tròn qua việc áp dụng định lý dây cung giao cắt (còn gọi là định lý cát tuyến tiếp tuyến):
Xét dây trương cung của một cung tròn, tạm gọi là dây cung số 1. Đường trung trực của nó là một dây cung khác và là đường kính hình tròn, tạm gọi là dây cung số 2. Dây cung số 1 có độ dài là {\displaystyle W} và được dây cung số 2 chia làm hai nửa bằng nhau; mỗi phần có độ dài là {\displaystyle {\frac {W}{2}}}. Dây cung số 2 có độ dài {\displaystyle 2r} và được dây cung số 1 chia làm hai phần: một phần gọi là chiều cao cung tròn, ký hiệu là {\displaystyle H}; phần còn lại có độ dài là {\displaystyle (2r-H)}. Áp dụng định lý dây cung giao cắt:
{\displaystyle H(2r-H)=\left({\frac {W}{2}}\right)^{2}}
suy ra:
{\displaystyle 2r-H={\frac {W^{2}}{4H}}}
do đó:
{\displaystyle r={\frac {W^{2}}{8H}}+{\frac {H}{2}}.}